# Félix de Mérida
Félix de Mérida fue obispo de Mérida a partir del año 252 o 255 en adelante sin que existan datos que fijen el final de su pontificado. Al ser depuesto su antecesor Marcial por haber comprado un libellus, una certificación o documento expedido por los romanos mediante el cual el poseedor, en este caso Marcial de Mérida que quedó exento de la persecución, cosa que era considerada como falta grave por los cristianos, los obispos de la comarca pusieron como sucesor a Félix después de haberse informado de la buena fama de esta persona.
Los obispos de la comarca enviaron a dos personas, Félix y Sabino, para que informasen a San Cipriano de la grave falta que cometió Marcial según consta en escritos del propio Cipriano. Como afirma el santo en sus escritos, Sabino era sucesor del obispo Basílides de León y Astorga, también libelático como Marcial de Mérida, le correspondía a Félix ser consagrado obispo de Mérida. Por los escritos del santo se conoce que Félix estuvo con él en Cartago, en el norte de África y a unos diecisiete km de la actual ciudad de Túnez.
Para la consagración al orden episcopal de Félix y Sabino, San Cipriano congregó un concilio donde esta consagración fue aprobada y legitimada. En ese concilio se comunicaba que ésta no se podría rescindir en ningún caso por más que Basílides y Marcial pretendiesen que se les restituyera en sus episcopados ya que ambos habían logrado el rescripto pontificio pues lo habían conseguido con engaño y malicia. Una vez consagrados Félix y Sabino, estos marcharon desde Cartago a Roma para informar al Papa cómo fueron realmente los hechos llevándoles los documentos procedentes del «Concilio Africano» al que habían asistido. Pasaron los primeros años de pontificado de Félix en paz durante algún tiempo hasta que en el año 254 volvió Marcial de Roma y siguiendo el mal ejemplo de Basílides, quiso desplazar a Félix su pontificado cosa que no pudo hacer. Y si bien había paz interior en la iglesia, no pasaba igual con la exterior ya que en el año 257 se generalizó la persecución de los cristianos por parte de Galieno y Valeriano.